# Berger de Savoie
Der Berger de Savoie, auch Berger des Alpes, ist eine seltene Hunderasse.

## Herkunft und Geschichtliches
Der Berger de Savoie ist eine Hunderasse am Rande des Aussterbens. Seine Heimat liegt in der Provence, Frankreich. Seine Aufgabe war das Bewachen von Rindern, Ziegen und den Schafherden. Nach dem Zweiten Weltkrieg war der Bestand auf wenige Exemplare zusammengeschrumpft, derzeit gibt es in Frankreich etwa 100 Tiere. Die Rasse ist von der FCI nicht anerkannt.
2001 wurde in Frankreich der Verein Société du berger de Savoie gegründet, der sich die Rettung der Rasse zum Ziel gesetzt hat. Er will einen Standard definieren und sich um die Anerkennung der Rasse durch die FCI bemühen.

## Beschreibung
Der Berger de Savoie ist ein kräftiger, mittelgroßer (bis 58 cm, 35 kg) Hund mit markantem Kopf und kleinen Kippohren. Der Körper ist gedrungen und scheint länger als hoch. Er hat muskulöse Läufe mit großen Pfoten mit doppelten Afterkrallen an den Hinterpfoten. Das Fell ist stockhaarig, dicht, mit Unterwolle, in den Farben schwarz/braun bzw. „harlekin“ (dreifarbig).

## Wesen
Der Berger de Savoie ist eine liebenswerte Erscheinung, etwas eigensinnig, und bedarf konsequenter, aber sensibler Erziehung. Er ist ein aufmerksamer Familien- und Wachhund.